# Koh Samet

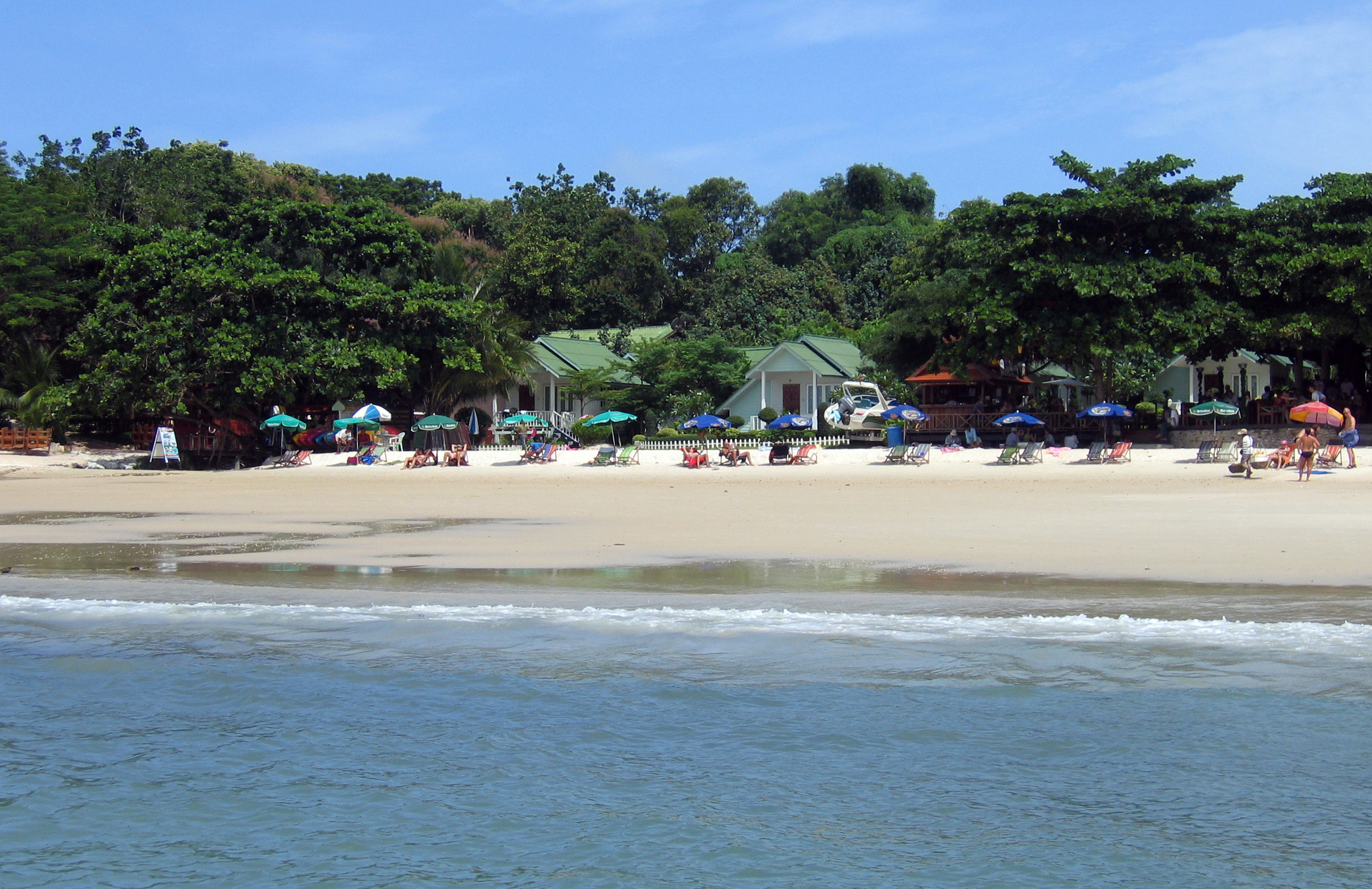
Ao Phai-stranden på Koh Samet.

Koh Samet är en liten ö som tillhör provinsen Rayong i östra Thailand. Man når naturreservatet Koh Samet med färja från Ban Phe. Ön har 14 olika stränder. Avgiften för tillträde på ön är 200 baht för utlänningar och 40 baht för thailändare.
Koh Samet är inte ett turistmål inriktat på fest och nattliv, utan ön lockar snarare de som söker lugn och ro. Koh Samet är populärt bland thailändare som åker dit över helgen, vilket gör att öns hotell ibland blir fullbelagda.